# Poco X3
El POCO X3 y sus variantes, POCO X3 NFC y POCO X3 Pro son teléfonos inteligentes Android desarrollados por Xiaomi, anunciados el 7 y el 22 de septiembre de 2020. El teléfono tiene una pantalla FHD+ IPS LCD de 6.67", una cámara principal de 64 MP, ultra gran angular de 13 MP,  macro de 2 MP y profundidad de 2 MP, una batería de 5160 mAh, 8 gb de ram y un sensor de huellas dactilares en el lado lateral.

## Especificaciones

### Hardware
El POCO X3 NFC cuenta con el SoC Qualcomm Snapdragon 732G (8 nm) y GPU Adreno 618. Está equipado con Liquid Cool Technology 1.0 Plus para la disipación de calor. 
Tiene una pantalla LCD IPS de 6.67 "1080 × 2400 píxeles (relación de aspecto 20: 9) que admite 120 Hz de tasa de refresco y 240 Hz de tasa de muestreo táctil. La pantalla está certificada por TÜV Rheinland. 
Está protegido con Corning Gorilla Glass 5, el marco y la carcasa son de plástico. Posee certificación IP53 para una protección a prueba de polvo y salpicaduras.
Viene con 6 GB de RAM LPDDR4X, 64 GB o 128 GB UFS 2.1 de almacenamiento que se puede expandir hasta 512 GB con tarjeta microSD.
El POCO X3 NFC tiene una configuración de cámara trasera cuádruple con una Sony Exmor IMX682 de 64 megapíxeles como sensor principal, cámara ultra gran angular de 13 megapíxeles con ángulo de visión de 119°, cámara macro de 2 megapíxeles y sensor de profundidad de 2 megapíxeles. El teléfono puede grabar video a 4K a 30 FPS y video en cámara lenta de 720p a 960 FPS. La aplicación de la cámara por defecto genera fotos de 16 megapíxeles, mientras que el modo PRO en la cámara puede capturar en 64 megapíxeles.
El teléfono usa una batería de ion de litio típica de 5160 mAh que se puede cargar a través de USB-C hasta 33 W. En la caja se incluye un cargador de la misma capacidad.
Sensores de cámara utilizados:
- Principal: Sony IMX682_l
- Frontal: Samsung isocell s5k3t2_l
- Ultra gran angular: Hynix_hi1337_l
- Macro: Hynix_hi259_I
- Profundidad: OV_ov02b1b_l